# Nitroplaste
Un nitroplaste est un organite trouvé chez certaines espèces d’algues, particulièrement chez Braarudosphaera bigelowii (en). Le nitroplaste joue un rôle essentiel dans la fixation biologique du diazote, un procédé qui était précédemment constaté que chez les archées et les bactéries,. La découverte des nitroplastes a des conséquences importantes sur la compréhension de la biologie cellulaire, ainsi que pour l’agronomie.

## Découverte
En 1998, un écologiste océanique nommé Jonathan Zehr, travaillant à l’Université de Californie à Santa Cruz trouva une séquence d’ADN inconnue, qui semblait provenir d’un type de cyanobactérie non découvert de l’Océan Pacifique. Ce nouveau type de cyanobactérie semblait capable de fixer biologiquement du diazote, et fut nommé UCYN-A par Jonathan Zehr. Au même moment, Kyoko Hagino, un paléontologue travaillant à l’Université de Kōchi, travaillait sur une culture de Braarudosphaera bigelowii. L’organisme hôte du premier nitroplaste découvert.
L’existence des nitroplastes a été suggérée pour la première fois par des chercheurs qui étudiaient l’interaction entre l’algue Braarudosphaera bigelowii et UCYN-A en 2012. La première hypothèse avancée était que UCYN-A rendait la fixation de diazote plus facile pour l’hôte, principalement en donnant des composants chimiques tel que de l’ammoniac à l’algue. Cependant, des recherches ultérieures menées par Jonathan Zehr ont révélé que UCYN-A ne devrait pas être considéré comme un organisme à part entière, mais plutôt comme des organites se trouvant dans l’algue.

## Fonction et structure du nitroplaste
Les nitroplastes possèdent des caractéristiques qui sont typiques des organites. Deux critères peuvent être retrouvés dans le fonctionnement des nitroplastes. Ils sont hérités lors d’une division cellulaire, et ils sont dépendants des protéines fournies par leur cellule hôte pour survivre. Il fut confirmé, par une étude, que les nitroplastes se divisent en même temps que les cellules hôtes, garantissant ainsi leur passage à toutes les cellules filles.

## Ramifications
La découverte des nitroplastes remet en question de la capacité à fixer le diazote, que l’on croyait être propre aux procaryotes. Une compréhension plus poussée de la structure et des fonctions du nitroplaste pourrait également être utilisée dans le champ du génie génétique, plus particulièrement dans son utilisation sur les plantes. En incorporant des génes responsables des fonctions exclusives aux nitroplastes, les chercheurs essayent de développer des plantes capables de fixer biologiquement leur propre diazote. Ce qui aurait pour conséquence de réduire le besoin d’utilisation d'engrais à base de diazote, réduisant ainsi son impact sur l'environnement.

## References
1. 1 2 3 4 5 6 7  (en) Carissa Wong, « Scientists discover first algae that can fix nitrogen — thanks to a tiny cell structure » [archive du 14 avril 2024], Nature.com, 11 avril 2024 (consulté le 16 avril 2024).
2. ↑  (en-US) « This marine alga is the first known eukaryote to pull nitrogen from air », 11 avril 2024 (consulté le 21 avril 2024).
3. ↑  (en) « Introducing the "nitroplast" -- The first nitrogen-fixing organelle », sur Earth.com (consulté le 21 avril 2024).